# Ján Franek
Ján Franek (14. dubna 1960 Žilina) je bývalý československý a slovenský boxer, bronzový olympijský medailista z olympijských her v roce 1980.

## Osobní život
Měl sedm sourozenců – 4 bratry a 3 sestry. Otec Michal pracoval jako truhlář a matka Štefánia pracovala jako uklízečka ve školce. Otec hrál v mládí za místní klub fotbal, a když si vypil, měl těžkou opici. V jednom rozhovoru řekl, že zdědil po otci geny. Paradoxně otce za bitku v hospodě zatýkali a jemu v ringu tleskali. Nejmladší z rodiny Michal Franek se po jeho vzoru věnoval boxingu.
V ringu tak nepůsobil, ale v osobním životě byl spíše introvertní, samotářské povahy. Moc toho nenamluvil. Měl však vnitřní touhu se prosadit, byl ctižádostivý. Sedělo na něho přísloví tichá voda břehy mele.
V roce 1980 uvedl pro Lidovou demokracii, že nemá známost. Později uvedl, že dva roky před olympijskými hrami v roce 1980 se zamiloval do své budoucí ženy. Ona byla tím impulsem k úspěchům ve sportu. Chtěl jí svými medailemi a účesem alá John Travolta oslnit a povedlo se mu to. S Antónií (*1960), absolventkou VŠDS v Žilině se ženil v létě 1983. Měli spolu tři děti – syny Jána (*1984) a Róberta (*1990) a dceru Barboru (*1988). Dcera se věnovala modelingu a v roce 2009 získala titul slovenské Miss.
V devadesátých letech dvacátého století pracoval jako ochranka v kasínu hotelu Polom v Žilině.
Kvůli závislosti na hracích automatech (gamblerství) se octl v těžké životní situaci. Problémy řešil alkoholem, kterému po čase zcela propadl. Manželka Antónie se s ním rozvedla v roce 1996. Od jisté doby jí přestal přispívat na domácnost a o děti se reálně nezajímal, což vedlo k vzájemnému odloučení s rodinou. Aby si zajistil finance, začal porušovat zákony (podvody, krádeže) a byl dvakrát ve vězení. Své závislosti později řešil léčbou na psychiatrické klinice v Banské Bystrici, ale podařilo se mu je pouze zmírnit, mít je v určitých mezích pod kontrolou. Potom co přišel o veškerý majetek přebýval na železniční stanici v Žilině. Pomocnou ruku mu podal nadační fond Slovenského olympijského výboru, který mu jako bývalému úspěšnému sportovci proplácí jednu teplou stravu denně a zajišťuje ubytování v zimních měsících.
V devadesátých letech dvacátého století si za podvody odseděl 5 měsíců odnětí svobody. V roce 2001 byl podruhé ve vězení rok za ublížení na zdraví.
V jednom rozhovoru uvedl, že se na sportovních soustředěních naučil kouřit. Po náročném tréninku si zapálit cigaretu pro pocit pohody. (Po Živote s Tomášom Verešom #64 - Ján Franek, youtube.com)
Zahrál si boxerského trenéra ve filmu Koza, který v roce 2015 natočil Ivan Ostrochovský.

## Sportovní kariéra
Je rodákem z obce Gbeľany nedaleko Žiliny. V dětství se aktivně sportu nevěnoval. Na základní devítileté škole patřil k nejlepším v tělocviku. Bavili ho disciplíny lehké i těžké atletiky. Než box ho zajímal olympijský zápas. Zájem o box v něm vzbudila televizní hra Zlaté rukavice, v hlavní roli s Michalem Dočolomanským, která běžela v televizi v listopadu 1975. V létě 1976 sledoval olympijské hry v Montreálu a fascinovali ho boxerské soutěže, především bratři Michael a Leon Spinksové. S boxem začal až v 16 letech v Martině na učilišti při národním podniku Turčianske strojárne, kde se učil strojním zámečníkem. První základy boxu mu dali v oddíle trenéři Ján Barla a Ján Molnár. Ambiciózní martinský klub Strojárne Martin (později ZŤS) přetáhl od ročníku ligy 1974/75 ze Spartaku Dubnica zkušeného trenéra Rudolfa Gondáše s plánem vybudovat silný prvoligový boxerský tým. Ligu pod vedením Gondáše boxoval od 18 let.

### Zařazení do SVS–M a vojna (1978-79)
V únoru 1978 byl zařazen do střediska vrcholového sportu mládeže při boxerském oddíle Spartaku Dubnica pod vedení profesionálního trenéra Horymíra Netuku. Pod Netukou začal podstupovat dvou, v závěrečné přípravě i tří fázový trénink. Mohl však nadále boxovat za Strojárne Martin, protože oba kluby patřily pod strojírenský koncert VHJ ZŤS Martin. V září 1978 na sebe poprvé upoutal větší pozornost vítězstvím v lehké střední váze do 71 kg na prestižním Memoriálu Václava Procházky v Ostravě. Úspěch byl umocněn finálovým vítězstvím 5:0 na klasifikační body proti Kubánci Elpidio Rodríguezovi. Ten rok měl za sebou řadu startů i úspěchů jako junior. Účastnil se červnového mistrovství Evropy juniorů v irském Dublinu a přivezl bronzovou medaili z červencového turnaje socialistické mládeže Družba v sovětském Ivanovu. Šéftrenér juniorské reprezentace František Gašparík ho bral jako nadějného boxera již pro olympijský rok 1980. Trenéři oceňovali jeho bojovnost, fyzickou odolnost a výdrž. Jeho největší slabina, na které potřeboval zapracovat, byla v technice, zvláště v rychlosti.
V březnu 1979 startoval mezinárodním turnaji Zlatý pás v Bukurešti, ale vypadl hned v úvodním zápase s domácím Nicolou Visanem. Za týden vybojoval svůj první titul mistra republiky mezi muži v lehké střední váze do 71 kg, když v semifinále vybodoval 3:2 na klasifikační body hlavního favorita Pavla Galuse (reprezentační jednička Rostislav Osička startoval o váhu níže). Po zisku titulu mistra republiky nastoupil v mimořádném termínu od dubna základní vojenskou službu ke sportovní rotě v Ústí nad Labem. V květnu na turnaji v Havaně na Kubě prohrál před časovým limitem r.s.c. v úvodním kole s domácím Ezequielem Blancem.
V září obsadil třetí místo na Memoriálu Václava Procházky, když v semifinále prohrál s Rumunem Marcelem Sîrbou 1:4 na klasifikační body. V závěru roku se mohl jako posledním rokem junior účastnit prvního juniorského mistrovství světa v japonské Jokohamě, ale boxerský svaz se rozhodl mistrovství neobeslat pravděpodobně z finančního důvodu – Československo nemělo juniora schopného reálně uspět v konkurenci v amerických, kubánských či sovětských boxerů.

### LOH 1980 a nečekaná olympijská medaile
V olympijském roce 1980 přešel automaticky z juniorské reprezentace do té seniorské vedené Josefem Malíkem. V únorovém mezistátním dvojutkání družstev s Maďarskem porazil v lehké střední váze do 71 kg Imre Némediho před časovým limitem r.s.c.. V březnu na mezinárodním turnaji Zlatá loďka v Lodži prohrál v úvodním kole před časovým limitem r.s.c. se sovětskou reprezentační jedničkou Alexandrem Koškinem. V dubnu na Velké ceně Ústí nad Labem prohrál až v semifinále s reprezentační jedničkou Kuby Armando Martínezem 0:5 na klasifikační body. S Martínezem se pouštěl do tvrdých výměn a nasazené tempo vydržel ustát po celá tři kola. Úžasnou vytrvalostí nadchl reprezentačního trenéra Josefa Malíka. Ten měl s blížícím se olympijskými hrami v Moskvě stále zamotanější hlavu o lehké střední váze do 71 kg. Reprezentační jednička této váhy Rostislav Osička neměl dlouhodobě výsledky. Navíc vzájemný souboj ve finále mistrovství Čech a Moravy Franek nad Osičkou vyhrál – stále startoval za ústeckou Rudou hvězdu. Na červnovém mistrovství Československa k opakování zápasu nedošlo. Osička nenastoupil do semifinále pro zraněné obočí a Franek bez zaváhání získal třetí titul mistra republiky v řadě. Začátkem července byla schválena jeho nominace na olympijské hry.
V přípravě na červencové olympijské hry v Moskvě pracoval nejvíce na své slabině a to pro vrcholový box pomalé práci nohou. Jakmile šlo v ringu do tuhého, první co mu odešly, byly nohy. Mimo švihadla využíval k tréninku výšlapy do kopců (schodů) nebo přespolní běhy. Olympijský turnaj bojkotovalo kvůli politice několik zemí – v boxu konkrétně výrazně chyběli zástupci Spojených států (kdokoliv) nebo Německé spolkové republiky. V úvodním kole olympijského turnaje nastoupil ve váze do 71 kg proti Italu Benedetto Gravinovi. Svého soupeře neznal, netušil jak boxuje proto v prvním kole duelu vyčkával. Potom co mu vyšlo několik výpadu, osmělil se. Ve druhém kole byl Ital po úderu na spodek počítán ve stoje a vzápětí opět po úderu na hlavu. Rozhodčí se tak rozhodl utkání zastavit technickým k.o.. Později zápas s Italem hodnotil slovy, byl tvrdý, ale když jsem mu nasázel pár přesných úderů na spodek, tak změkl jako naklepaný biftek. V dalším kole ho čekal Bulhar Željo Stefanov. Opatrné první kolo gradovalo ve druhém, kdy ho Bulhar tvrdě zasáhl na bradu. Podařilo se mu však oklepat a využít lepší fyzické připravenosti. V závěru druhého kola dostal soupeře kombinací úderů pod tlak. Ve třetím kole byl Bulhar po jeho zásahu počítán a vzápětí rozhodčímu došla trpělivost a zapas ukončil diskvalifikací Stefanova – po každém inkasování totiž chytal Franeka za hlavu a tlačil ho dolů aby nemohl opět udeřit. Na zápas čekal dlouhých 5 dní, během nichž sledoval, jak Stefanovi kolegové z reprezentace v jiných hmotnostních kategoriích vítězí. V den zápasu začal mít o sobě pochybnosti. Pochybnosti však nechal v prvním kole, když zjistil, že je rychlejší než soupeř. Ve čtvrtfinále ho čekal mezinárodně neznámý boxer Wilson Kaoma ze Zambie. Ten se do čtvrtfinále dostal shodou okolností – volný los a diskvalifikace soupeře. Trenér Josef Malík si jeho předchozí zápas s Venezuelanem Jacksona Riveru nechal natočit aby věděli s kým mají tu čest. Kaoma byl vyšší než Franek, měl mimořádně dlouhé ruce a boxoval tzv. na distanc. Soupeře se podařilo analyzovat dobře. Již v prvním kole Franek Zambijce direktem tvrdě zasáhl. Ten zápas takticky nezvládl, ve druhém kole bezhlavě útočil, čeho Franek využíval kontry ve svůj prospěch. Po několika tvrdých úderech Franeka za sebou se rozhodčí rozhodl zápas minutu před koncem druhého kola ukončit technickým k.o.. Po zápase řekl "Kaoma měl velmi tvrdé ruce, někdy mi připadalo, že jsou z oceli. Nedařilo se mi ho v prvním kole zasahovat, teprve ve druhém kole to bylo lepší". Postupem do semifinále si zajistil minimálně bronzovou olympijskou medaili. V semifinále ho čekal Kubánec Armando Martínezem, který ho již ten rok porazil v dubnu na Velké ceně Ústí nad Labem. Franek šel do zápasu s čistou hlavou. Předzápasovou strategií bylo zaskočit soupeře psychicky aktivním bojem a neustupovat před ním. Od úvodu zápasu dobře zkracoval vzdálenost a několikrát Kubánce přesně trefil. Výšková a rychlostní převaha soupeře se však nakonec ukázala jako rozhodující. Navíc Martínez našel způsob jak prolamovat jeho slabší kryt a pár vteřin před koncem druhého kola, po dvou tvrdých zásazích zadním direktem (krosem), rozhodčí ukončil zápas r.s.c.. Jako důvod uvedl naprostou převahu soupeře, avšak mohl s verdiktem počkat do kola třetího. Je však otázka jestli vůbec při těch závěrečných výměnách rozhodčí časomíru vnímal. Vybojoval nečekanou bronzovou olympijskou medaili. Kubánec po zápase ocenil jeho tvrdou zadní pravičku. Na jeho medaili měl velkou zásluhu v přípravě jeho trenér ze střediska vrcholového sportu, olympijský vítěz Bohumil Němeček starší a na místě mimo reprezentačního trenéra Josefa Malíka, také dubnický boxer Miroslav Pavlov, který potom co vypadl v úvodním kole, udělal maximum proto, aby Franeka připravil na jeho soupeře jako sparingpartner a v neposlední řadě láska k jeho budoucí ženě, o kterou se ucházel.
Po olympijských hrách si vzal volno a poprvé se objevil na mezinárodním turnaji ve finském Tampere v listopadu. Při menší konkurenci svojí lehkou střední váhovou kategorii bez zaváhání vyhrál. Do dalších let potřeboval zapracovat především na obraně. Trenér mu stále připomínal, že je škoda každého zbytečného úderu, který inkasuje. Patřil k nové generaci československých boxerů, pro které byla fyzická příprava neboli práce s činkami přirozená. Populární polský časopis Boks o něm napsal: "Franěk je fyzicky velmi dobře vybavený borec, ale zatím ještě nedostatečně vyškolený v technice. Pouští se vždy do výměn na střední vzdálenost. Jeho styl boxování ve stylu profíků nesl nemalou kritiku. Někomu přišel jeho box příliš primitivní, kde ho vlastní tvrdost hnala prorážet si cestu kupředu. Chyběla mu fantazie, vynalézavost v určitých kritických situacích. Nebyla to ani tak vina prvních trenéru, že ho nenaučili pořádně boxovat. Začal s boxem v éře vrcholového sportu příliš pozdě v 16 letech. Martinský trenér Rudolf Gondáš byl přesvědčený, že je otázkou času, kdy si technické prvky pořádně zažije.

### Odchod ze SVS a thriller v Tampere (1981)
V únoru 1981 porazil v mezistátním utkání družstev v lehké střední váze do 71 kg Maďara Székelyho. Na dubnové Velké ceně Ústí nad Labem porazil v semifinále Kubánce Julio Quintanu na klasifikační body. Do finále však proti Sovětu Michailu Borovskému nenastoupil. Lékař ho do zápasu nepustil kvůli zraněné ruce. Po turnaji se rozloučil s Ústím nad Labe a střediskem vrcholového sportu ministerstva vnitra, pro které získal bronzovou olympijskou medaili. Skončila mu základní vojenská služba a zástupci rezortního SVS ho nedokázalo ve městě udržet. Strojírenský koncern VHJ ZŤS Martin mu nabídl zajímavou pracovní pozici ve svém podniku s řadou pracovních úlev jako vrcholovému sportovci a pravděpodobně i vlastní byt. V neposlední řade, byl blízko své početné rodiny. Na květnovém mistrovství Evropy ve finském Tampere tak startoval již jako zástupce svého domovského klubu TJ ZŤS Martin. Před odjezdem do Tampere prohlásil, že bronzová olympijská medaile zavazuje přidávat další cenné kovy. Věděl, že potřebuje zlepšit obranu, udržet se na uzdě, neusilovat se za každou cenu zvítězit před časovým limitem. Nic z toho ve svém úvodním zápase lehké střední váhové kategorie do 71 kg proti Rumunu Marinu Ouatuovi nesplnil. Od úvodních minut svěsil ruce dolů a začal se s Rumunem mlátit stylem, kdo víc snese. Žádná technika, žádné pivotování, žádné oťukávání, žádné manévrování, žádné fintování, jednoduše čistá bitka. Na konci druhého kola se začala projevovat lepší Rumunova fyzicka připravenost. Ve třetím již Rumun dominoval, a protože se Franek odmítal bránit rozhodčí zastavil zápase r.s.c.. Jeho bezprostřední, divácky atraktivní zápas měl následnou dohru. Protože byl v průběhu tří kol čtyřikrát počítán, musel podle pravidel po zápase nastoupit dvouměsíční zdravotní karanténu. Tedy dva měsíce bez boxu, čím oslabil především svůj tým v lize.
V září v silné konkurenci vyhrál podruhé Memoriál Václava Procházky v Ostravě, když ve finále lehké střední váhy do 71 kg porazil 5:0 na klasifikační body Sověta Alexandra Udovika. Po turnaji snesl opět kritiku za svůj stereotypní boxing. Diváci však byli z jeho boxu nadšeni. Z tohoto turnaje pochází jeho známá fotografie, na které si pravičkou kryje bradu. V listopadu po delší době v lize prohrál zápas. Jeho přemožitelem byl Jaroslav Boťanský ze Spartaku Komárno. Boťanský toho dosáhl správně zvolenou taktikou, umně Franeka předcházel a nenechal se vtáhnout do jeho hry výměn. V závěru roku, v netradičním termínu získal svůj třetí titul mistra republiky v řadě v lehké střední váze do 71 kg.

### Ztráta formy a neúčast na MS 1982
Reprezentační sezonu 1982 zahájil výhrou v mezistátním utkání družstev proti Sándoru Hranekovi z Maďarska. Pod novým trenérským vedením reprezentace v čele s Petrem Králem se připravoval na květnové mistrovství světa v západoněmeckém Mnichově. Na březnové Velké ceně Ústí nad Labem, které bylo nominačním kritériem pro mistrovství světa se nepředvedl v nejlepší světle. Úvodní zápas proti Poláku Mirosławi Kuźmovi vyhrál ze známosti těsně na klasifikační body. V dalším kole proti mladému 18 letému Rumunu Danilu Bumbacovi se opět k vítězství na body natrápil, chyběla mu razance z předchozích sezón, nechával se zatlačit do provazů. V semifinále proti Sovětu Valeri Laptěvovi nenastoupil. Důvod nebyl uveden, mluvilo se o zranění, které se nepotvrdilo. Pravděpodobně ho nové vedení reprezentace dostalo pod psychický tlak, který neustál. Návrat na Slovensko do domovského klubu mu po sportovní stránce nepomohl. Trenérská rada se rozhodla nenominovat ho na květnové mistrovství světa. Odpovědný trenér reprezentace František Gašparík později uvedl důvod. Potom co odešel z rezortního střediska vrcholového sportu šel s kondicí výrazně dolů. Ocenil sice jeho progres v technickotaktickém vedení boje, ale bez kondice by v ringu s top boxery světa neměl mnoho šancí. V červnu získal čtvrtý titul mistra republiky v řadě v lehké střední váze do 71 kg.
V září na Memoriálu Václava Procházky prohrál v úvodním kole s Kubáncem Jorge Guzmanem 0:5 na klasifikační body. Zápas prohrál ve třetím kole po fyzickém vyčerpání. V listopadu se svým střediskovým trenérem Horymírem Netukou odjel si spravit náladu na mezinárodní turnaj do finského Tampere. Prohrál až ve finále s favorizovaným Sovětem Valeri Laptěvem. Kritiku na svoji kondiční připravenost vzal vážně a na podzim se přestěhoval z Martina do Dubnice nad Váhom, kde bylo situováno středisko vrcholového sportu (mládeže). Nadále však startoval za svůj domovský klub. V prosinci v mezistátním utkání družstev s NSR remizoval zápas s Gracianem Rocchigianim.
V roce 1982 se začalo poprvé v tisku ve velkém skloňovat jméno jeho mladší bratra Michal.

### Změna váhové kategorie a ME 1983
V březnu chyběl na Velké ceně Ústí nad Labem z důvodu zranění. Krátce předtím odjel v rámci přípravy na mezisvazový zápas s RH Ústí nad Labem proti Dinamu Tambov. V květnu startoval na mistrovství Evropy bulharské Varně. Prohrál v prvním kole s Rumunem Gheorghe Simionem 0:5 na klasifikační body. Začal takticky dobře, udržoval si soupeře od těla, ale brzo mu došla trpělivost a vrátil se k boxu, za který byl trenéry často kritizován. Rumun byl mimořádně rychlý, jeho snaze o tvrdý úder úspěšně unikal a kontraúdery získával cenné body po sebe. V hodnocení jeho výkonů v reprezentaci se postupně začaly objevovat termíny z oblasti psychologie – moc chce, a kdo moc chce dopouští se chyb. Nečekaný zisk olympijské medaile a snaha na ní navázat mu začala svazovat rukavice.
V červnu na mistrovství republiky se potvrdili zvěsti, že si se s oddílovým kolegou Stanislavem Laščekem vyměnili váhové kategorie. Na větším turnaji startoval poprvé ve své sportovní kariéře ve vyšší střední váze do 75 kg. Důvod změny před olympijskými hrami nebyl uveden, ale mohl v tom roli hrát fakt neutkávat se svým mladším bratrem. Jeho premiéra v nové váze nedopadla úspěšně. Prohrál v úvodním kole s ústeckým Ladislavem Štádlerem před časovým limitem r.s.c., když mu soupeř koncem druhého kola přepudroval obočí. V září startoval jako čerstvý ženáč na Memoriálu Václava Procházky v Ostravě ve střední váze do 75 kg a potřetí zvítězil, když ve finále porazil východního Němce Maika Koudeleho 5:0 na technické body. V říjnu na svém oblíbeném mezinárodním turnaji v Tampere poprvé neuspěl. Prohrál v úvodním kole střední váhy do 75 kg s Bulharem Ljubomirem Petrovem těsně 2:3 na technické body. Turnaji předcházelo mezistátní utkání družstev s Finskem, ve kterém porazil Markku Kärkkäinena jeho diskvalifikací. V nové střední hmotnostní kategorii do 75 kg byl odhodlaný pokračovat i v olympijském roce 1984 a nominovat se na olympijské hry v Los Angeles. Reprezentační trenér František Gašparík ho měl zařazeného v předběžné nominaci. Trenér Gašparík zařadil po úspěšném roce do přípravy i jeho teprve šestnáctiletého bratra Michala.

### Ztráta sebedůvery v olympijském roce 1984 a (ne)medaile z Družby
V olympijské roce 1984 se situace s jeho zařazením do olympijského týmu změnila. Z kraje roku, na rozdíl od svého bratra, již nefiguroval v předběžné nominaci pro olympijské hry v Los Angeles. Na jaře odpovědnému trenéru Františku Gašparíkovi vykrystalizovala šestice boxerů, se kterou počítal – Jozef Ferenczi, Michal Franek, Jaroslav Ligoš, Pavol Madura, Milan Picka a Tibor Puha. Rozhodnutí trenérů reprezentace neobměkčil jeho pátý titul mistra republiky z března a naopak mu uškodil knockout v 1. kole semifinále dubnové Velké ceny Ústí nad Labem od člena širší sovětské sborné Jegora Ilinzejera. Nominace ještě nebyla uzavřena, ale pravděpodobnost jeho startu na olympijských hrách byla malá. Fakt, že už nefiguruje v nominaci bral těžce a projevilo se to na jeho výkonech v lize. Koncem dubna prohrál svůj zápas na body s Rudolfem Gavenčiakem v derby s Dubnicou. O veškerou naději přišel 4. května, když bylo druhý den v tisku zveřejněno prohlášení o neúčasti Československa na olympijských hrách v Los Angeles – Československo podpořilo bojkot Sovětského svazu. Nevydařenou první polovinu roku 1984 korunoval sestupem s klubem ZŤS Martin z první ligy.
V červnu na mezistátním dvojutkání s NSR knockoutoval v prvním střetnutí Gerharda Schuberta a v odvetě získal body bez boje, protože západní Němci neměli k dispozici náhradníka. Na červencovém reprezentačním soustředění poznamenané tragédií v podobě úmrtí reprezentanta Jaroslava Ligoše, se prezentoval v dobré formě a byl nominován na srpnový turnaj Družba. Turnaj měl být pro sportovce z bojkotujících zemí kompenzací za olympijské hry. Na Družbě mu přálo nalosování. Ze sedmi účastníků střední váhy do 75 kg byl ten, kterého nalosovali přímo do semifinále, tedy minimálně bronzová medaile v kapse. Svůj semifinálový zápas proti Poláku Henryku Petrichovi nezvládl a prohrál 0:5 na klasifikační body. Získal bronzovou medaili s nádechem loterie. Trenér František Gašparík ho v kritice po turnaji nešetřil. Víceméně poprvé veřejně shrnul důvody, proč s jeho účastí na olympijských hrách nepočítal – nebyl spokojený s jeho technickým, taktickým a především psychickým projevem. Snaha o variabilnější box se mu dlouhodobě nedařila. Měl však i světlé chvilky, jako na podzim ve Slovenské národní lize kam sestoupil jeho klub. V šlágru kola s novozámeckým Jaroslavem Boťanským si soupeře takticky předcházel a předním direktem (jabem) udržoval od těla. Když ho v závěru unaveného dostal k provazům, spustil svojí klasickou bitku. Boťanský však dlouhodobě nebyl členem reprezentace a neměl výkonnost boxera evropské extratřídy, jako jeho přemožitel z Družby Henryk Petrich.
Trenér SVSM Horymír Netuka popsal příčiny, ve kterých ho jeho bratr v olympijském roce 1984 předstihl – "Jano v začátcích stavěl na živelnosti, teprve později přidával technické prvky a obranu, kterou však v rozhodujících fázích boje vypouští, jde za vítězstvím za každou cenu, proto inkasuje." Rozdíl mezi ním a jeho mladším bratrem byl v tomto parametru. Michal se od začátku naučil myslet na obranu, když bylo potřeba útočil, ale uměl se i včas zabalit.

### Věrnost klubu a třetí olympijský cyklus (1985-1988)
Od roku 1985 byl po Petru Královi (zastával předtím spíše roli metodika) oficiálně pověřen vedením reprezentace František Gašparík, což pro něho nebyla dobrá zpráva. Svým stylem boxování dlouhodobě nezapadal do konceptu užšího výběru reprezentace. V daném roce boxoval slovenskou národní ligu (II. liga) a to mu na výkonnosti (kondičce) nepřidávalo a především v novém roce se rozhodl jeho hvězdný bratr Michal startovat v jeho střední váze do 75 kg. V březnu odjel s reprezentací na turné do Skandinávie. Na březnovém mezistátním utkání s Dánskem ve Velje porazil Clause Nielsena. Předvedl divácky atraktivní box, ale trenér Gašparík neopomenul fakt, že ve třetím kole mlel z posledního. Na květnovém mistrovství Evropy v Budapešti chyběl. Měsíc před Evropou se na mistrovství republiky ve finále utkal se svým bratrem Michalem, ale jak se dalo předpokládat, k bratrovražednému souboji nedošlo. Po pár propagačních výměnách jeho bratr zápas vzdal se slovy, že Jankovi vítězství věnuje k jeho nedávným 25. narozeninám. Od podzimu se s klubem vrátil do první ligy. V září postoupil do finále Memoriálu Václava Procházky, ve kterém prohrál s Kubáncem Angelem Albuernou 1:4 a technické body. Zápas byl v tisku komentován od Kubánce jako nečistý.
Od roku 1986 bylo znát, že vzdal boj s Gašparíkem o své nepostradatelnosti pro reprezentaci. V dubnu 1986 obhájil opět titul mistra republiky ve střední váze do 75 kg, když ve finále porazil před časovým limitem budějovického Alfréda Schöbera. V září na Memoriálu Václava Procházky prohrál v úvodním kole s východním Němcem Chumou Kanisem 2:3 na klasifikační body.
V dubnu 1987 prohrál v semifinále turnaje Gee-Bee dělnického svazu TUL v Helsinkách se Sovětem Rostyslavem Zaulyčným před časovým limitem r.s.c.. Osmý titul mistra republiky získal v prosinci, když ve finále polotěžké váhy do 81 kg porazil Daniela Stantiena z Uhelných skladů – ve vyšší váze startoval aby nedošlo k vzájemnému souboji s bratrem.
V olympijském roce 1988 startoval na březnové Velké ceně Ústí nad Labem, ale v semifinále narazil na svého mladšího bratra Michala a přepustil mu vítězství. Vzápětí odjel do Helsinek na mezinárodní turnaj Gee-Bee dělnického svazu TUL, který vyhrál, když ve finále porazil domácího Esu Hukkanena. V olympijské přípravě plnil roli sparingpartnera svého mladšího bratra Michala Franeka. O jeho zařazení do olympijské přípravy či dokonce nominace na zářijové olympijské hry v Soulu nepadla v tisku zmínka. V září startoval opět v cizině (na západě), ale podobně jako v dubnu v Helsinkiách se jednalo o menší turnaj organizovaný levicovou organizaci. Vídeňský turnaj pořádaly noviny Rakouské komunistické strany Volksstimme. Na turnaji skončil na druhém místě. V říjnu startoval s klubem ZŤS Martin na mezinárodním turnaji ve finském Tampere, ale v silné konkurenci neprošel přes úvodní kolo. V listopadu v mezisvazovém utkání družstev s Anglií prohrál ve střední váze do 75 kg s Markem Edwardsem 0:3 na klasifikační body. V závěru roku získal svůj devátý titul mistra republiky, když ve střední váze do 75 kg porazil olomouckého Martina Hlavatého.

### Titul mistra ligy 1988/89 a 1989/90, zahraniční angažmá (1990-91)
V květnu 1989 se stal se svým klubem TJ ZŤS Martin vítězem celostátní ligy ročníku 1988/89. V listopadu se snažil získat jubilejní desátý titul mistra republiky, ale vranovský Ján Sisák byl proti. Prohrál se Sisákem v úvodním kole střední váhy do 75 kg těsně 2:3 na klasifikační body.
V roce 1990 s klubem TJ ZŤS Martin obhájil titul mistra ligy ročníku 1989/90. Vzápětí se rozhodl hledat angažmá v zahraničí. Od roku 1990 se otevřeli hranice na západ. Lákala ho s bratrem Michalem německá bundesliga. Oba podepsali smlouvu s druholigovým VfB Oldenburg. V klubu však plnil prakticky roli náhradníka. Ročník ligy 1990/91 se tedy opět objevil několikrát v dresu domovského klubu ZŤS Martin se statutem na hostování. Celý rok čekal na telefonu, jestli se někdo z týmu VfB nezraní, aby mohl nastoupit. Po nejisté sezóně se rozhodl od léta 1991 přestoupit k profesionálům.

### Profesionál (1991-92)
Svůj debut v profesionálním ringu zaznamenal v červenci 1991 na galavečeru o titul italského mistra těžké váhy mezi Biagio Chianesim a Cesare Di Benedettem v Abbiategrasso poblíž italského Milána. V předprogramu nastoupil proti Italu Renato Mastriovi a prohrál technickým k.o.. Několikrát se objevil v předprogramu galavečerů organizace Bund Deutscher Berufsboxer promotéra Klause-Petera Kohla. Svůj poslední známý zápas mezi profesionály odboxoval v dubnu 1992 proti Švédu Rolandu Ericssonovi. Jeho zápasová bilance mezi profíky byla 2 vítězství – 6 proher a 0 remíz.
Žil s rodinou v Žilině. V devadesátých letech dvacátého století se slovenský box a povážský (zbrojní) průmysl, který ho sponzoroval, dostal do ekonomické krize. Našel si práci vyhazovače v žilinském kasínu, která nastartovala jeho strmý pád dolů – odcizil se od manželky, dětí a přišel o vlastní střechu nad hlavou.

### Výsledky
| Turnaj                | 1978   | 1979   | 1980   | 1981   | 1982   | 1983 | 1984   | 1985   | 1986   | 1987   | 1988   | 1989   |
| Turnaj                | 18     | 19     | 20     | 21     | 22     | 23   | 24     | 25     | 26     | 27     | 28     | 29     |
| Turnaj                | –71 kg | –71 kg | –71 kg | –71 kg | –71 kg |      | –75 kg | –75 kg | –75 kg | –75 kg | –75 kg | –75 kg |
| --------------------- | ------ | ------ | ------ | ------ | ------ | ---- | ------ | ------ | ------ | ------ | ------ | ------ |
| Olympijské hry        |        |        | 3.     |        |        |      | —      |        |        |        | —      |        |
| Mistrovství světa     | —      |        |        |        | —      |      |        |        | —      |        |        |        |
| Mistrovství Evropy    |        | —      |        | úč.    |        | úč.  |        | —      |        | —      |        | —      |
| Družba 84             |        |        |        |        |        |      | 3.     |        |        |        |        |        |
| Memoriál V. Procházky | 1.     | 3.     | —      | 1.     | úč.    | 1.   | —      | 2.     | úč.    | —      | —      | —      |
| VC Ústí nad Labem     | —      | —      | 3.     | 2.     | 3.     | —    | 3.     | —      | —      | —      | 3.     | —      |
| Mistrovství ČSSR      | —      | 1.     | 1.     | 1.     | 1.     | úč.  | 1.     | 1.     | 1.     | 1.     | 1.     | úč.    |
| MS juniorů            |        | —      |        |        |        |      |        |        |        |        |        |        |
| ME juniorů            | úč.    |        |        |        |        |      |        |        |        |        |        |        |
| Družba soc. mlád.     | 3.     |        |        |        |        |      |        |        |        |        |        |        |